# Jens Lambæk
Jens Vedersø Stamp Lambæk (Gjellerup, Herning, Midtjylland, 16 d'octubre de 1899 – Herning, 21 d'octubre de 1985) va ser un gimnasta artístic danès que va competir a començaments del segle xx.
El 1920 va prendre part en els Jocs Olímpics d'Anvers, on va guanyar la medalla de plata en el concurs per equips, sistema suec del programa de gimnàstica.